# Sinuca brasileira
Sinuca brasileira (англ. Brazilian snooker, также встречается упрощённое название Sinuca), или Бразильский снукер — изменённый вариант игры в снукер, наиболее распространён в Бразилии. Главное отличие этой игры от «классического» снукера состоит в том, что в начальной позиции на столе располагается только один красный шар вместо 15.

## Правила
В начале игры на столе располагается один красный шар и 6 цветных, расположенных на тех же отметках, что и в обычном снукере. Красный ставится сбоку от чёрного и розового, на одинаковом расстоянии от каждого. Белый шар (биток) используется для ударов по любым шарам. Игрок, делающий начальный удар, может передвигать биток в пределах «сектора D», то есть как и в классической версии. Игрок, делающий начальный удар (разбой) может бить только по красному; он же может и забить его при разбое.
После того, как один из игроков забьёт красный шар (это является первоочередной целью), он, как и в обычном снукере, должен бить любой цветной для продолжения серии. После этого он имеет право выбрать жёлтый шар или любой другой, так называемый «контрольный» шар (цена всех цветных и, в частности, контрольного такая же, как и в обычном снукере). Если игрок выбирает контрольный шар и забивает его, после этого он должен бить только жёлтый. Если же игрок не забил контрольный шар, он получает штраф в 7 очков (в Бразильском снукере даётся штраф только в 7 очков), а право удара переходит к противнику, который должен играть только жёлтый, причём только из сектора D.
После того, как жёлтый шар забит, игрок может выбрать или следующий цветной (в обычной последовательности) или снова контрольный шар с последующим обязательным ударом по цветному. Например, если игрок забил зелёный, он может играть или любой другой, или следующий по порядку (коричневый).
Игрок, забивший предпоследний (розовый) шар, может играть только чёрный, поскольку отсутствует любой другой цветной на столе, и, следовательно, он не может выбрать контрольный шар.
Выигрывает тот из игроков, кто набирает большее количество очков.